# 当皮埃尔和弗莱
当皮埃尔和弗莱（法語：Dampierre-et-Flée，法語發音：[dɑ̃pjɛʁ e fle]）是法国科多尔省的一个市镇，位于该省东部，属于第戎区。该市镇于1801年由原市镇万雅讷河畔当皮埃尔（Dampierre-sur-Vingeanne）和弗莱（Flée）合并而成。

## 地理
当皮埃尔和弗莱（47°28'26"N, 5°22'8"E）面积9.45 平方千米，位于法国勃艮第-弗朗什-孔泰大區科多尔省，该省份为法国中东部省份，北起奥布省，西接涅夫勒省和约讷省，南至索恩-卢瓦尔省，东南接汝拉省，东临上索恩省，东北部与上马恩省接壤。
与当皮埃尔和弗莱接壤的市镇（或旧市镇、城区）包括：万雅讷河畔博蒙、贝兹、布尔伯兰、万雅讷河畔利塞、阿特里库尔、勒耶。

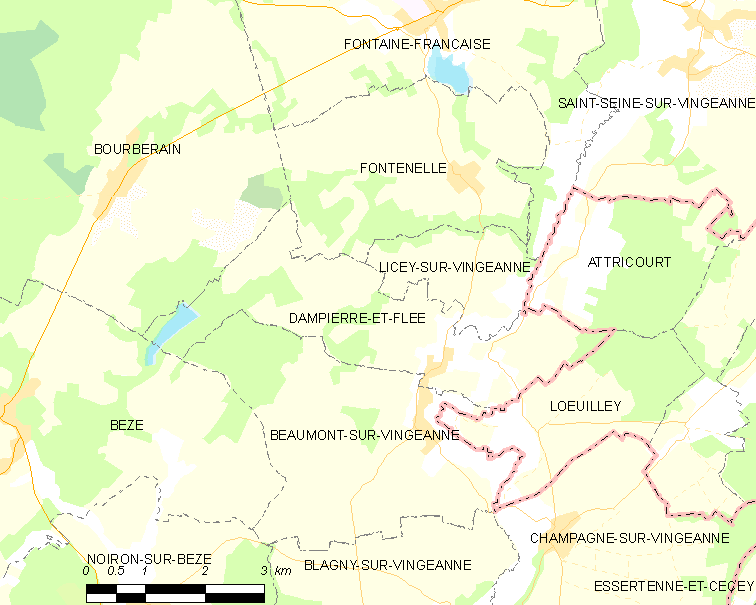
当皮埃尔和弗莱的OSM定位图

当皮埃尔和弗莱的时区为UTC+01:00、UTC+02:00（夏令时）。

## 行政
当皮埃尔和弗莱的邮政编码为21310，INSEE市镇编码为21225。

## 政治
当皮埃尔和弗莱所属的省级选区为圣阿波利奈尔县。

## 人口

1962-2008年间当皮埃尔和弗莱人口变化图示

当皮埃尔和弗莱于2022年1月1日时的人口数量为136人。